# Tracy Joseph
Tracy Joseph (z domu Goddard, ur. 29 listopada 1969) – brytyjska lekkoatletka specjalizująca się w długich biegach sprinterskich i skoku w dal. Startowała również w wieloboju.

## Sukcesy sportowe
- srebrna medalistka mistrzostw Wielkiej Brytanii w biegu na 400 metrów – 1991[1]
- brązowa medalistka mistrzostw Wielkiej Brytanii w skoku w dal – 1997
- srebrna medalistka mistrzostw Anglii w biegu na 400 metrów – 1994[2]
- srebrna medalistka mistrzostw Anglii w biegu na 200 metrów – 1997
- srebrna medalistka mistrzostw Anglii w skoku w dal – 1998
- złota medalistka halowych mistrzostw Anglii w biegu na 400 metrów – 1994[3]
- srebrna medalistka halowych mistrzostw Anglii w skoku w dal – 1998

| Rok  | Miasto     | Zawody                      | Konkurencja        | Wynik         |
| ---- | ---------- | --------------------------- | ------------------ | ------------- |
| 1987 | Birmingham | Mistrzostwa Europy juniorów | sztafeta 4 x 400 m | brązowy medal |
| 1993 | Stuttgart  | Mistrzostwa świata          | sztafeta 4 x 400 m | brązowy medal |
| 1994 | Victoria   | Igrzyska Wspólnoty Narodów  | sztafeta 4 x 400 m | złoty medal   |

## Rekordy życiowe
- bieg na 60 metrów (hala) – 7,66 – Birmingham 25/01/1998
- bieg na 200 metrów – 23,59 – Birmingham 19/07/1997
- bieg na 300 metrów – 37,48 – Southampton 06/06/1993
- bieg na 400 metrów – 53,23 – Dijon 15/06/1991
- bieg na 400 metrów (hala) – 53,72 – Birmingham 26/02/1994
- skok w dal – 6,39 – Cork 27/06/1998
- siedmiobój – 5339 – Enfield 04/08/1996